# عياد (إب)
عياد هي إحدى قرى الجمهورية اليمنية. تتبع جغرافيا لمحافظة إب وإداريًا لمديرية المشنة. يبلغ تعداد سكانها 2776 نسمة حسب الإحصاء الذي أجري عام 2004.